# Eva F. Dahlgren
Eva Marie Forsman Dahlgren, känd som Eva F. Dahlgren, född 15 februari 1952 i Karlstad, är en svensk författare och journalist.

## Biografi
Dahlgren debuterade 1980 med boken Kvinnor på bruket, en skildring av arbetarkvinnor på Domnarvets Jernverk i Borlänge. Hon uppmärksammades 2002 då hon publicerade biografin Farfar var rasbiolog som handlar om hennes farfar Ossian Dahlgren. 2008 kom en uppföljare till Farfar var rasbiolog då hon publicerade biografin Fallet Sigrid Gillner, som handlar om kvinnosakskämpen och socialdemokraten Sigrid Gillner som tröttnade på demokratin och lämnade riksdagen 1936, lockad av nazismens idéer om försakelse och moralisk upprustning. Både farfar och Sigrid Gillner var förebilder för Eva F Dahlgren under uppväxtåren. År 2011 kom romanen Det vita kolet, som handlar om elektricitet och intuition och utspelar sig framförallt i Malmö kring år 1900. Även här har släktingar inspirerat till en berättelse. Axel Estelle var en av pionjärerna inom elektrifieringen och var 1901–06 den förste föreståndaren för Malmö stads elektricitetsverk. Han var Eva F. Dahlgrens farmors far.
Hösten 2013 kom boken Fallna kvinnor, en dokumentär berättelse om prostituerade kvinnor som spärrades in på Landskrona tvångsarbetsanstalt under 1920- och 30-talen. Här skulle de fostras till "dugliga samhällsmedborgare" och studeras vetenskapligt av bland annat rasbiologer.
Samma år debuterade Dahlgren som dramatiker, med musikteaterföreställningen "Bara en berglärka", som sattes upp av Öresundsteatern och spelades som sommarteater i samband med Landskrona stads 600-årsjubileum. 2017 kom boken Vad hände med barnen? som med hjälp av arkivmaterial följer några av de barn som behandlades för medfödd syfilis på Lilla Hemmet på Kungsholmen i Stockholm. Ett av barnen är dotter till en av de "fallna kvinnor" hon tidigare skrivit om, och boken är den avslutande delen i en tematisk trilogi om människors värde under första delen av 1900-talet.
Wahlström & Widstrands litteraturpris 2012 tilldelades Eva F. Dahlgren för att hon "med skönlitterär intensitet dokumenterat en fascinerande nutidshistoria med anknytning till hennes släktkrets".

## Priser och utmärkelser
- 2006 – Göteborgs Stads författarstipendium
- 2012 – Wahlström & Widstrands litteraturpris
- 2018 – hedersdoktor vid medicinska fakulteten, Uppsala universitet[3]